# ماري ديكنز
ماري ديكنز (بالانجليزية: Mary Dickens) أو «مامي، بالانجليزية: Mamie» (6 مارس عام 1838 - 23 يوليو عام 1896)، الابنة الكبرى للروائي الإنجليزي تشارلز ديكنز وزوجته كاثرين. كتبت كتابًا عن الذكريات عن والدها، ثم قامت لاحقًا بالتعاون مع عمتها جورجينا هوغارث بتحرير المجموعة الأولى من مجموعة رسائله.

## سنواتها الأخيرة
بعد وفاة والدها، عاشت مع شقيقها هنري ديكنز وعمتهما جورجينا هوغارث؛ أوصى والدها في وصيته: «إني أمنح مبلغ قدره 1000 جنيه إسترليني بدون رسوم إرثية لابنتي ماري ديكنز. وأمنح ابنتي المذكورة مبلغًا سنويًا قدره 300 جنيه إسترليني لطوال حياتها، إذا بقيت دون زواج لفترة طويلة؛ ويعتبر هذا الاستحقاق السنوي متراكمًا من يوم لآخر، على أن يكون مستحق الدفع في كل ستة أشهر، على أن تسدد أول مدفوعات نصف سنوية من هذا القبيل عند انقضاء فترة ستة أشهر بعد وفاتي».
وجدت جورجينا هوغارث صعوبة في العيش مع ماري واشتكت من أنها كانت تشرب كثيرًا. قامت مع عمتها بتحرير مجلدين من رسائل ديكنز، التي نُشرت عام 1880. في وقت لاحق، من المعتقد أنها أحرجت أو أغضبت عائلتها جراء حادثة ما، الأمر الذي أدى إلى قطيعة طويلة.
ما تزال معظم حياتها بعد وفاة والدها في عام 1870 مجهولة، لكن بعد أن تركت عمتها عاشت لفترة مع رجل دين وزوجته، السيد والسيدة هارجريفز، في مانشستر، وهي «فضيحة» عمدت عائلتها على إخفائها. في وقت لاحق، عاشت بمفردها في البلاد. واصلت ماري ديكنز كتابة تشارلز ديكنز من قِبَل ابنته الكبرى (1885) و أبي كما أتذكره (1896)، الذي قامت شقيقتها كاتي بنشره وتحريره بعد وفاتها.

عقب وفاة ماري، كتبت عمتها، جورجينا هوغارث، إلى كوني ديكنز، أرملة إدوارد ديكنز:
«كان حبي لمامي كما تعلمين مليئًا بالصدق والحنان - وكذلك الأمر بالنسبة لشقيقتها وهاري - لكن الخسارة - في حياتنا - لم تكن كبيرة مثلما كانت قبل سنوات - فقد مر وقت طويل منذ أن كانت صديقة حقيقية لي. لم تأتي إلى لندن منذ ما يقرب من 18 عامًا. كانت دائمًا محبوبة للغاية كلما جاءت لرؤيتنا - وبقيت معنا لحضور مناسبات خاصة. لكنها تخلت عن جميع أفراد عائلتها وأصدقائها لأولئك الأشخاص الذين أخذتهم للعيش معها - السيد هارجريفز هو الشخص الأكثر استحقاقًا من جميع النواحي - وكان من المدهش دائمًا بالنسبة لي أنها تمكنت من التمسك بهذا الشعور القوي والاحترام والمودة له حتى نهاية حياتها.

استمرت السيدة هارجريفز بصدقها وإخلاصها في اهتمامها بمامي أثناء مرضها الطويل - وكنت أنا وكاتي ممتنتين جدًا لها - لا أدري ما كان بإمكاننا فعله بدون مساعدتها في النهاية - كنا ممتنتين لوجود حبيبتنا مامي بيننا جميعًا – بالإضافة إلى انفصال كل من السيد والسيدة هارجريفز قبل وفاتها – فقد كنا أنا وكاتي قريبتين منها لبعض الوقت – وفي النهاية بقينا معها في غرفتها – لاأدري – وأهم من هذا كله أني لا أهتم لما حدث مع السيد هارجريفز - لا أريد أن ألتقي بأي أحد يشبهه مرة أخرى - وآمل فقط وأدعو ألا أراه على قيد الحياة! تعيش زوجته المسكينة منذ وفاة مامي مع بعض الأصدقاء في البلاد ولديها شقيقتان تحسنان التعامل معها – وهي تحاول الآن الحصول على بعض الخدمة غير الرسمية كمدبرة منزل أو رفيقة سكن أو إذا كان بإمكاني أو كاتي مساعدتها أو التوصية بها فسنكون سعداء جدًا للقيام بذلك - لقد عاشت حياة حزينة - وستكون حالها أفضل بكثير بدون زوجها البغيض».
توفيت ماري ديكنز في عام 1896 في فارنهام رويال، باكينغهامشير، ودُفنت بجانب شقيقتها كيت بيروجيني في سيفينوكس. تم دفنها في نفس يوم شقيقها الأكبر تشارلز ديكنز جونيور.